# 冼夫人纪念馆
冼夫人纪念馆，位于中国广东省阳江市阳春市双滘镇长乐岭，为阳春市文物保护单位，类型为古建筑，公布时间为1994年6月8日。
冼夫人纪念馆的历史年代为明代。